# Kommunalstatistik
Kommunalstatistik ist neben der Bundes- und Landesstatistik Teil des Gesamtsystems der amtlichen Statistik. In Deutschland gehört sie zur informationellen Infrastruktur des demokratischen Staates. Überwiegend von den großen Städten wird eine kommunale Statistik in Ausübung ihres Rechts und in Wahrnehmung ihrer Pflicht betrieben, die Angelegenheiten der örtlichen Gemeinschaft in eigener Verantwortung zu regeln (Art. 28 Abs. 3 GG). Die Städte verschaffen sich und ihren Bürgern damit das zahlenmäßig fundierte Wissen, das sie für die kommunalen Planungen und Entscheidungen brauchen. Dabei sind die Kommunen grundsätzlich und ohne speziellen gesetzlichen Auftrag für alle Bereiche der örtlichen Gemeinschaft zuständig, so weit der Staat Aufgaben nicht durch Gesetze an sich gezogen hat. Entsprechend umfasst das Aufgabenspektrum der kommunalen Statistik grundsätzlich alle Lebensbereiche. Im deutschsprachigen Raum finden sich vergleichbare kommunale Einrichtungen auch in Österreich und in der Schweiz.

## Entwicklung
Als 1861/62 die ersten städtestatistischen Ämter in Bremen und Charlottenburg und später in den großen Städten gegründet wurden, sollten sie vor allem den aus dem rapiden Städtewachstum entstandenen Informationsbedarf befriedigen und die notwendigen Zahlen zur Fundierung des Wohnungsbaus, der Ver- und Entsorgung und des Verkehrs erarbeiten. 
Diese Schwerpunkte haben sich in den folgenden Jahrzehnten vielfach gewandelt und den besonderen städtespezifischen Bedürfnissen angepasst. Sie erstrecken sich auf alle Bereiche der Stadtforschung, selbst auf den geordneten Stadtrückbau in manchen ostdeutschen Städten zu Beginn des 21. Jahrhunderts und auf die Herausforderungen des Strukturwandels, der Globalisierung sowie in neuerer Zeit der Integration von Menschen mit Migrationshintergrund.

## Organisation, Statistische Geheimhaltung
Wie die amtliche Statistik allgemein wurde auch die Städtestatistik von Anfang an aus dem Verwaltungsvollzug ausgegliedert und in einer kommunalen Statistikstelle zentralisiert. Dies hatte zunächst vor allem praktische Gründe: Man konnte auf diese Weise das erforderliche statistische Fachwissen bündeln und die Daten aus den verschiedenen Verwaltungsbereichen methodisch besser absichern, harmonisieren und in Kombination auswerten. In den 1970er Jahren kam der Aspekt des Datenschutzes und der statistischen Geheimhaltung hinzu. Denn während der Vollzugsverwaltung, deren Handeln auf den einzelnen Betroffenen gerichtet ist, die Verarbeitung personenbezogener Daten nur zu dem rechtlich vorgegebenen konkreten Zweck ihres Funktionsbereichs gestattet ist, dürfen allein solche Statistikstellen, die nach den gesetzlichen Vorschriften gegenüber allen auf den einzelnen Betroffenen gerichteten Vollzugsaufgaben „abgeschottet“ sind, Daten aus verschiedenen Quellen für künftige Fragestellungen auf Vorrat speichern und miteinander auswerten. Diese Ermächtigung geht insofern über die Geschäftsstatistiken der Fachbereiche hinaus, die sich ausschließlich auf die eigenen Daten und deren jeweils aktuellen Stand stützen. Materiell gehörte die Wahrung des Statistikgeheimnisses zu den Grundsätzen auch der Kommunalstatistik. Allerdings berufen sich hierbei die Städte heute nicht mehr auf den „gesetzesfreien Raum“ der kommunalen Selbstverwaltung, sondern in der Regel auf die datenschutzrechtlichen Bestimmungen der Landesstatistikgesetze. Konkretisiert werden die Regelungen durch kommunale Satzungen und Geschäftsanweisungen, die auch die Stellung der Statistikstelle in der Verwaltung und die Grundsätze ihres Handelns festlegen.

## Datenquellen
Als Datenquelle stehen in neuerer Zeit an erster Stelle die automatisierten Verwaltungsregister. Alle Kommunalstatistiker können die Melderegister nutzen, meist in Form periodischer Dateiauszüge und Sammlung der statistisch relevanten Änderungen durch Geburten, Sterbefälle, Wanderungsdaten, Änderungen des Familienstandes und der Staatsangehörigkeit. Dazu kommen Auswertungen von Dateien der Sozialverwaltung und der Kraftfahrzeugzulassungsstelle sowie der Arbeitsverwaltung. Die früher vorherrschende Nutzung von Daten der Bundes- und Landesstatistik ist seit dem Fehlen einer aktuellen Volkszählung etwas zurückgetreten, gewinnt aber mit Übermittlung der Mikrodaten aus der amtlichen Bautätigkeitsstatistik, der Schulstatistik, der Jugendhilfestatistik und dem Unternehmensregister wieder an Bedeutung. Viele Kommunen schreiben eigene statistische Gebäudedateien mit Wohnungsangaben fort. Neben diesen quantitativen Daten gewinnen qualitative Daten zunehmend an Bedeutung: Seit Anfang der 1970er Jahre betreiben immer mehr Kommunalstatistiker eine eigene Umfrageforschung, mit der sie durch repräsentative Stichproben objektive Fakten ermitteln, in verstärktem Maße auch subjektive Meinungen und Wünsche der Bevölkerung, von örtlichen Unternehmern, Mitarbeitern und „Besuchern“ der Stadtverwaltung sowie Veranstaltungsteilnehmer.

## Instrumente und Methoden
Ein zentrales Instrument der kommunalen Statistik ist ihr System der innerstädtischen, sog. kleinräumigen Gliederung. Die zu Zeiten der manuellen Bearbeitung notwendigerweise starre Gebietseinteilung in statistische Bezirke und Stadtteile ist generell einem flexiblen DV-gestützten Gliederungssystem, dem statistischen Raumbezugssystem gewichen, das von der einzelnen Adresse über die Blockseite und den Block bis zum Stadtteil reicht und eine automatisierte problembezogene Gruppierung der gebietlichen Gliederungselemente sowie der ihnen zugeordneten Daten erlaubt. Während die Kompetenz für die exakte Feststellung von Koordinatenpunkten bei den Vermessungsverwaltungen liegt, verwalten in den meisten Städten die Städtestatistischen Ämter die räumlichen Bezugssysteme und ermöglichen so die Erzeugung der gebietsbezogenen Fachdaten im Bereich der Statistik, sowie vielfach auch im Verwaltungsvollzug, etwa bei Wahlen, Einschulungen, im Sozialwesen und anderen kommunalen Aufgaben. Für maschinelle Kartierungen halten sie die Grenz-Layouts vor und unterstützen die geographische Analyse, z. B. von Einzugs- und Versorgungsbereichen sowie Standortpotentialen. In der Anwendung statistischer Methoden spielen neben der Entwicklungsbeobachtung durch Monitoring auch kleinräumige Modell- und Prognoserechnungen eine wichtige Rolle. Sie beziehen sich nicht nur auf die Stadt als Ganzes und deren Umland sowie ihre Verflechtungen, sondern vor allem auch auf Teilräume der Stadt, die sich mit Hilfe des räumlichen Bezugssystems flexibel abgrenzen lassen.

## Kooperative Verfahrensentwicklung
Solche computergestützte Verfahren entwickeln die Städtestatistischen Ämter in den Gemeinschaften des KOSIS-Verbundes, in denen die jeweils interessierten Städte sich auf das anzustrebende Leistungsspektrum einigen und die Realisierung sowie Wartung und Pflege gemeinsam finanzieren. Verfahren sind hierbei die Haushaltegenerierung aus den Daten des Melderegisters (HHSTAT), die kleinräumig flexible Bevölkerungs- und Haushalteprognose (SIKURS) und Basisprojekte wie das Statistische Informationssystem (DUVA), die Verwaltung des Raumbezugssystems mit der Statistischen Gebäudedatei (AGK). Dazu kommen zur Unterstützung des Städtevergleichs, die Gemeinschaftsvorhaben zur Datensammlung (KOSTAT und Urban Audit), mit denen die beteiligten Städte auch über Eurostat in internationale Kooperationen eingebunden sind.

## Nutzen und Nutzer
Die geordneten Datensammlungen sowie die fortgeschriebenen Gebäudedateien und Raumbezugssysteme der kommunalstatistischen Dienststellen ermöglichen vielfältige problemspezifische Selektionen, Kombinationen und Verdichtungen durch die Nutzer. Sichtbarere Produkte der Kommunalstatistiker sind ihre Expertisen sowie ihre regelmäßigen Veröffentlichungen in Form von Monats-, Quartals- und Jahresberichten (Jahrbücher). Die technische Entwicklung erleichtert zunehmend auch kartographische Darstellungen und somit thematische Kartenwerke zur Veranschaulichung der stadträumlichen Strukturen, Entwicklungen und Verflechtungen. Immer mehr Städte machen ihr statistisches Informationsangebot auch im Internet zugänglich, zum Teil mit nutzerdefinierter Tabellen-, Graphik- und Kartenausgabe.
Hauptnutzer der Arbeitsergebnisse sind die Verwaltungsführungen, die gewählten Gremien und die planenden Dienststellen der Verwaltung, aber auch die in den Kommunen wirkenden privaten und halböffentlichen Akteure, wissenschaftliche Einrichtungen sowie die Bürger selbst. Teilweise wirken die kommunalstatistischen Fachbereiche auch noch als Datensammelstellen der Landes- und Bundesstatistik und für die Volkszählung. Die Zusammenstellung und Analyse von Wahlergebnissen, Bürgerbegehren und -entscheiden gehört in vielen Städten zu ihren besonders öffentlichkeitswirksamen Aufgaben.

## Erfahrungsaustausch und Fortbildung
Den notwendigen Erfahrungsaustausch, die Interessenvertretung gegenüber Landes- und nationaler Statistik wie auch gegenüber den anderen Fachbereichen der Verwaltung haben die Leiter der neu geschaffenen Städtestatistischen Ämter bereits 1879 in der „Konferenz“ der Leiter dieser Ämter organisiert. Sie ging 1904 in den Verband Deutscher Städtestatistiker (VDSt) über, der seither als eingetragener Verein fast alle wissenschaftlich tätigen Mitarbeiter der Städtestatistik umfasst und auch rechtlicher Träger des 1981 gegründeten KOSIS-Verbundes ist. Seit 1988 veröffentlicht der VDSt die Zeitschrift „Stadtforschung und Statistik“ und hat sich 1998 ein Leitbild gegeben. Dieser Verband veranstaltet seit seiner Gründung Jahrestagungen. An diesen Statistischen Wochen beteiligen sich auch die stärker wissenschaftlich ausgerichtete Deutsche Statistische Gesellschaft und – seit der deutschen Wiedervereinigung – auch die Deutsche Demographische Gesellschaft. Seit 1981 organisiert der Verband auch die VDSt-Frühjahrs- und seit 2005 die KOSIS-Tagungen, die vor allem der Fortbildung dienen. Der Weiterbildung von Sachbearbeitern in den Ämtern dienen die zusammen mit dem Deutschen Städtetag angebotenen Bamberg-Seminare. Die interkommunale fachliche Abstimmung mit der Städtepolitik leistet der Städtetags-Arbeitskreis „Stadtforschung, Statistik und Wahlen“, bis 2002 der Statistische Ausschuss des Deutschen Städtetages.